# Ratufa
Ratufa és un gènere de rosegadors esciüromorfs de la família dels esciúrids, l'únic de la subfamília Ratufinae. Inclou quatre espècies d'esquirols de gran grandària autòctones del continent asiàtic.

## Taxonomia
- Esquirol gegant indonesi (Ratufa affinis)
- Esquirol gegant negre (Ratufa bicolor)
- Esquirol gegant de l'Índia (Ratufa indica)
- Esquirol gegant de Sri Lanka (Ratufa macroura)